# Aricia teberdina
Aricia teberdina is een vlinder uit de familie van de Lycaenidae. De wetenschappelijke naam van de soort is voor het eerst geldig gepubliceerd in 1934 door Leo Andrejewitsch Sheljuzhko.